# Pont-sur-Yonne
Pont-sur-Yonne é uma comuna francesa na região administrativa de Borgonha-Franco-Condado, no departamento de Yonne. Estende-se por uma área de 13,9 km². Em 2010 a comuna tinha 3 346 habitantes (densidade: 240,7 hab./km²).